# Sobíšky
Sobíšky jsou obec v okrese Přerov v Olomouckém kraji. Žije zde 147 obyvatel.

## Název
Původní název vesnice byl Soběšovice, jak ukazuje nejstarší doklad z roku 1275. Ten (jeho výchozí tvar Soběšovici) vznikl odvozením od osobního jména Soběš(a) (což byla domácká podoba některého jména začínajícího na Sobě-) a jeho význam byl "Soběšovi lidé". Zdrobnělina Sobíšky vznikla asi z nedoloženého mezistupně Soběšice nebo Soběšůvky.

## Historie
První písemná zmínka o obci pochází z 3. listopadu 1275.

## Obyvatelstvo
| Rok            | 1869 | 1880 | 1890 | 1900 | 1910 | 1921 | 1930 | 1950 | 1961 | 1970 | 1980 | 1991 | 2001 | 2011 | 2021 |
| -------------- | ---- | ---- | ---- | ---- | ---- | ---- | ---- | ---- | ---- | ---- | ---- | ---- | ---- | ---- | ---- |
| Počet obyvatel | 149  | 156  | 211  | 198  | 195  | 184  | 263  | 182  | 220  | 187  | 169  | 139  | 151  | 152  | 155  |
| Počet domů     | 16   | 16   | 21   | 21   | 23   | 22   | 32   | 45   | 45   | 45   | 43   | 50   | 54   | 61   | 62   |

## Obecní správa
Mezi lety 1869–1983 Sobíšky byly obcí v okrese Kroměříž (1869) a později v okrese Přerov. Od 1. ledna 1984 do 23. listopadu 1990 patřily jako část obce k Prosenicím a od 24. listopadu 1990 jsou opět samostatnou obcí.

### Obecní symboly
Znak a vlajka byly obci uděleny rozhodnutím předsedy Poslanecké sněmovny Parlamentu České republiky dne 9. prosince 2002.

## Pamětihodnosti
- Venkovská usedlost čp. 14

## Rodáci
- Mořic Růžička (1847–1941), římskokatolický kněz a archeolog.[9]
- Hynek Vlček (1901–1945), poštovní zřízenec a oběť nacismu. Patřil k 21 lidem popraveným po Přerovském povstání na vojenské střelnici v Olomouci-Lazcích.[10]

## Galerie

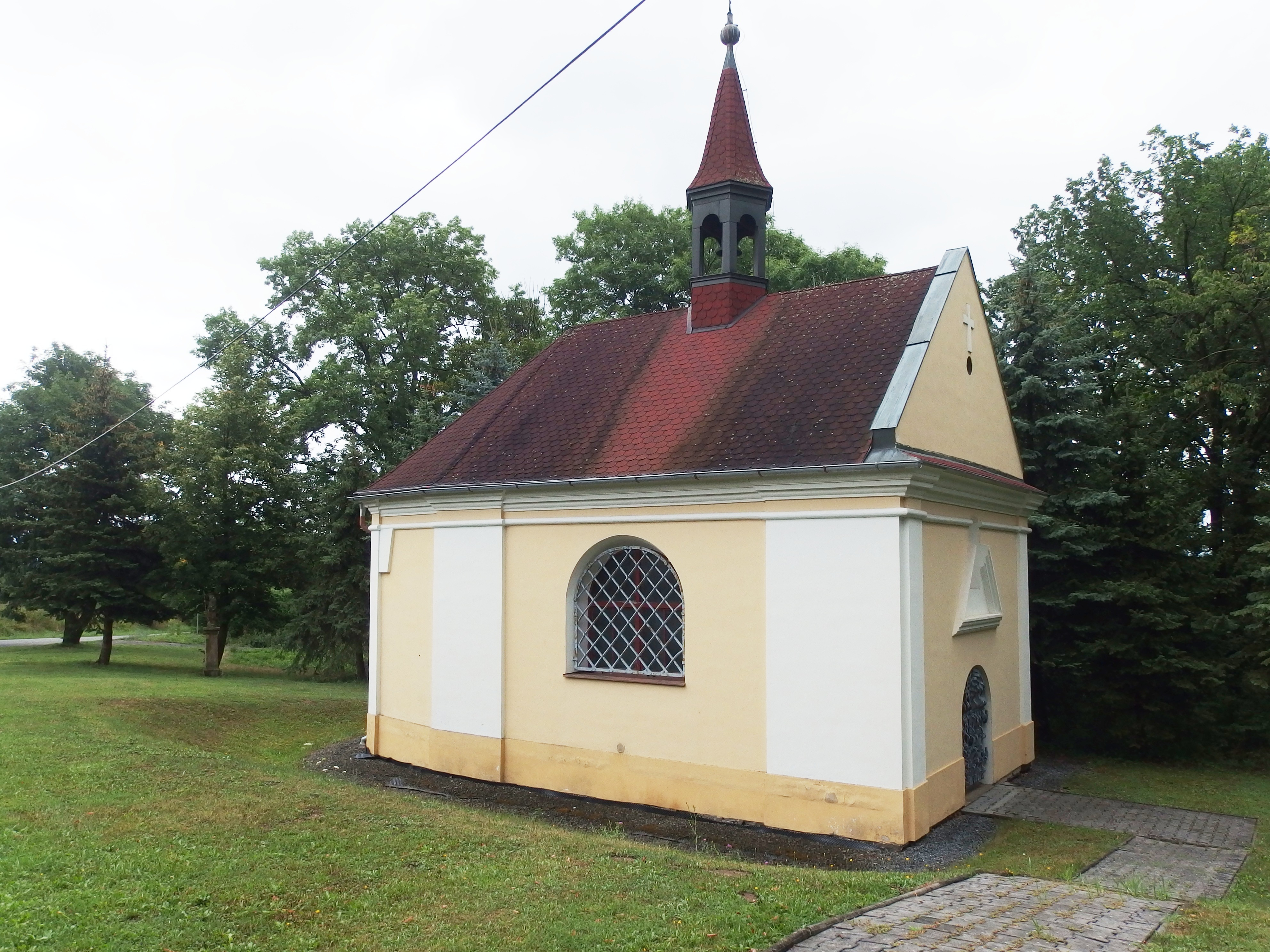
Kaple sv. Antonína Paduánského
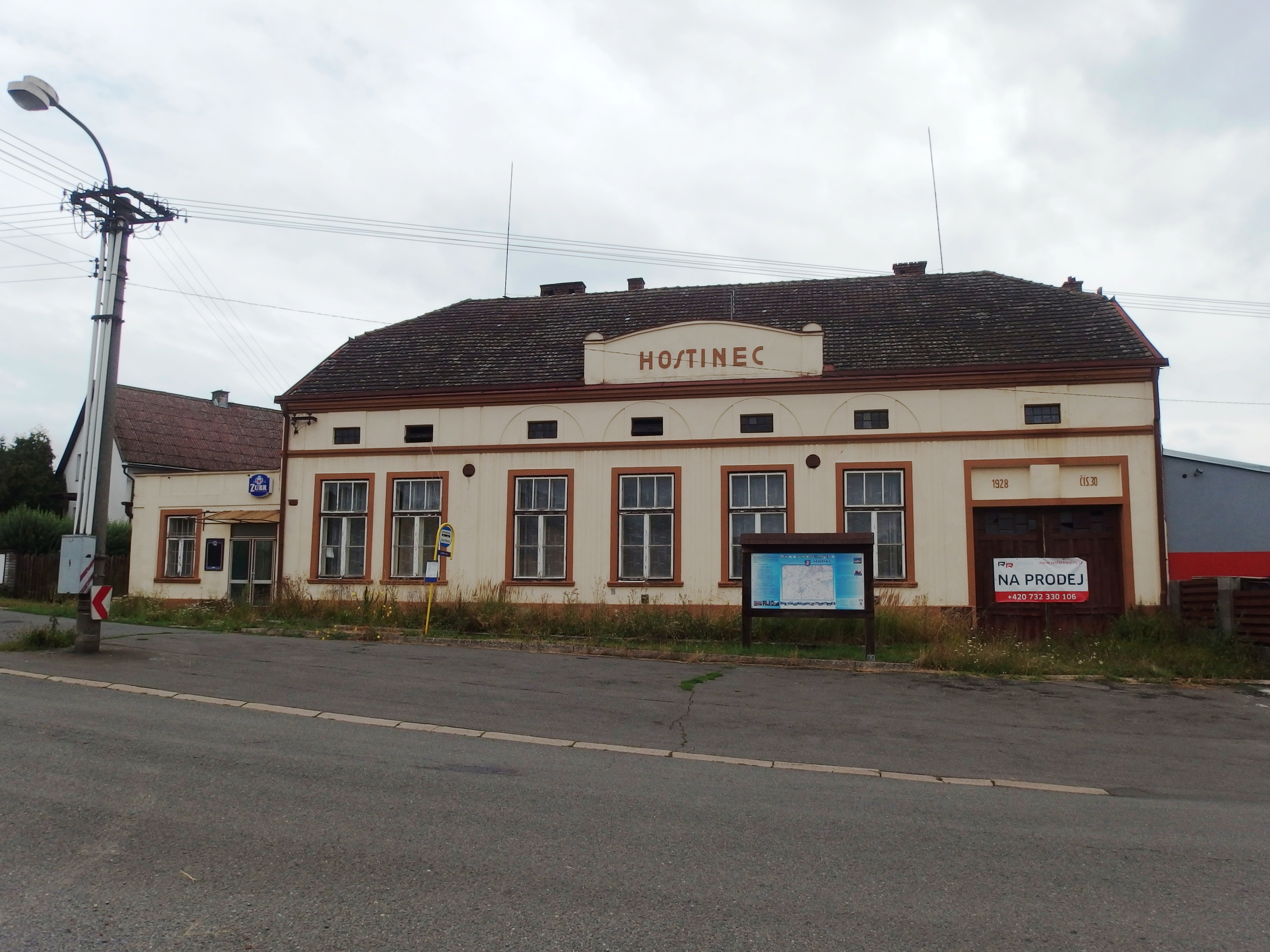
Bývalý hostinec
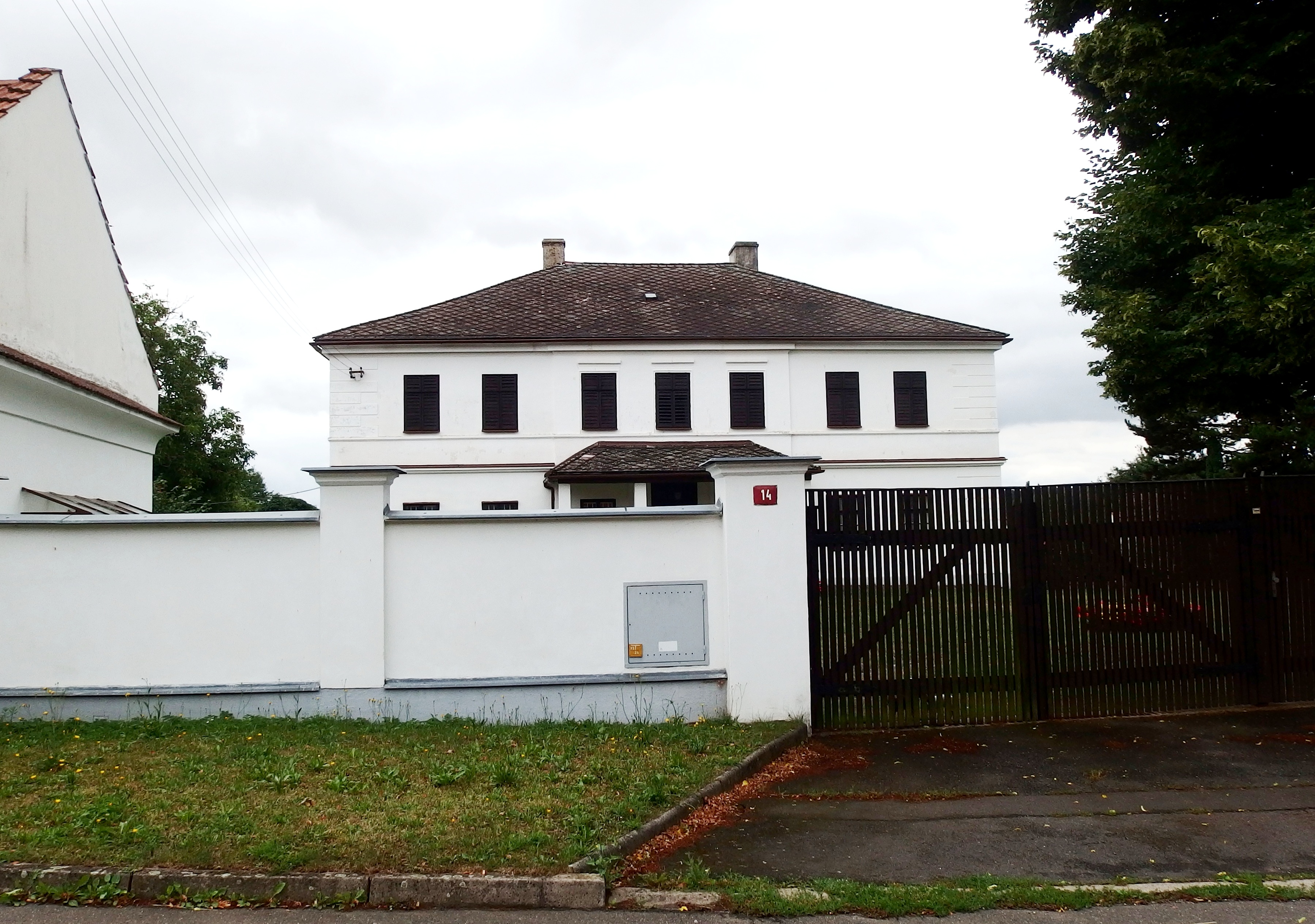
Venkovská usedlost č. p. 14
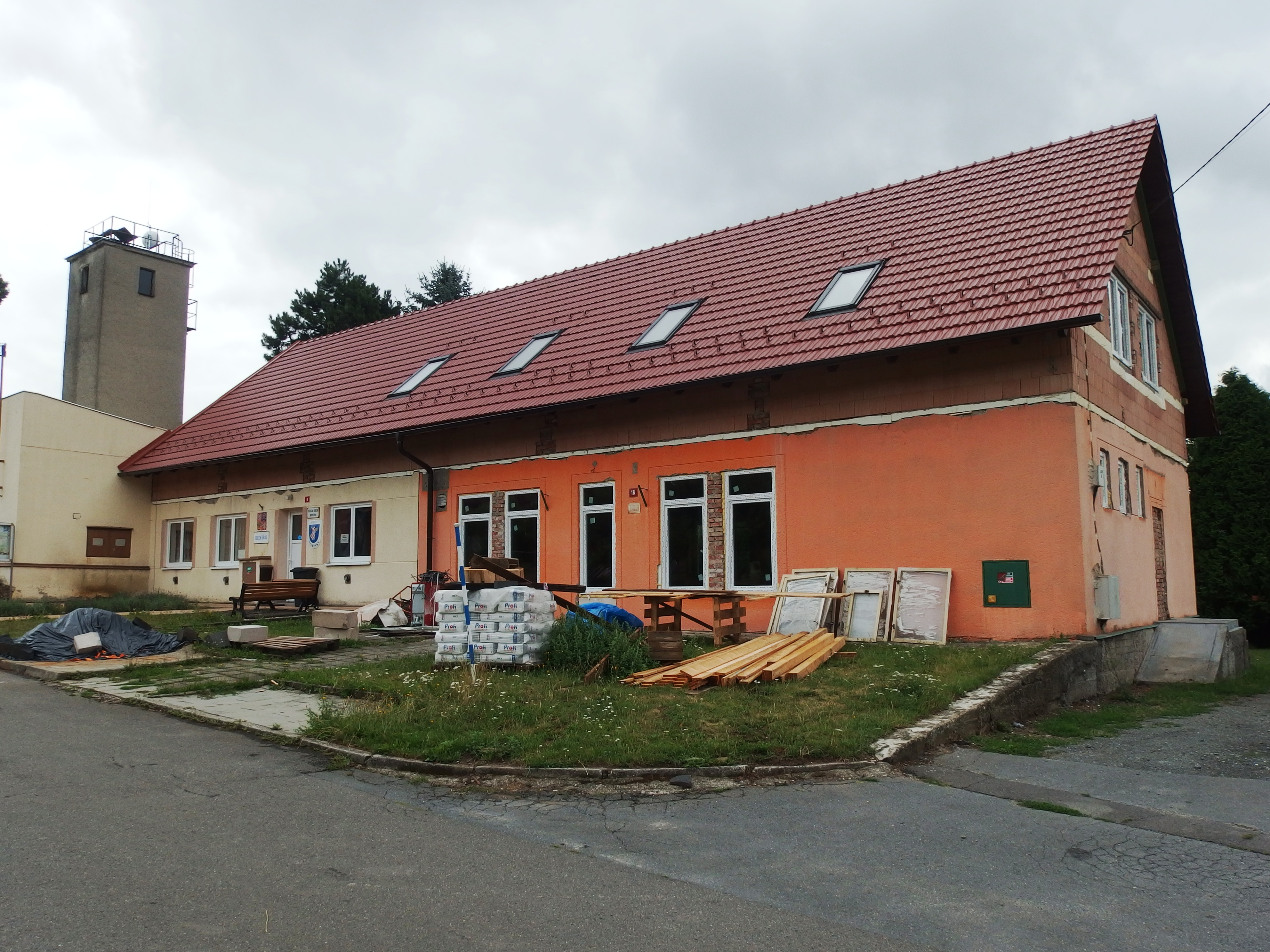
Obecní úřad